# 鄒應龍 (宋朝)
邹应龙（1172年—1244年），又作应隆，字景初，福建泰宁县人，南宋政治人物，狀元出身，官至礼部尚书。一生剛正清廉。

## 生平
宋宁宗庆元二年（1196年）状元，时年24岁。历任起居舍人，以直龙图阁权知赣州，迁为江西提点刑狱。之后又迁中书舍人，兼太子右谕德。1208年（嘉定元年）以户部尚书职出使金国，后任太子詹事兼中书舍人，不久迁给事中兼太子詹事，权礼部侍郎兼侍讲，又代理工部尚书并兼修国史。
升迁为刑部尚书后，以敷文阁学士身份提举安庆府真原万春宫。1209年史弥远排挤被降为宝文阁待制，翌年外放任泉州知州。嘉定八年以宝谟阁直学士出任安徽池州知州，嘉定九年以焕章阁直学士调任广西经略使，嘉定十三年以敷文阁直学士调任湖南安抚兼知潭州。嘉定十四年因母亲病故，辞官回乡守孝。宝庆元年（1226年），邹应龙被授予工部尚书、兼修国史及实录院修撰而入京，继而授刑部尚书，知贡举，但再次与史弥远发生冲突，遂获准以敷文阁学士再次出任赣州知府，旋辞官回乡赋闲8年。
绍定六年（1233年）史弥远去世，次年，宋理宗召邹应龙以敷文阁学士提举玉隆万寿宫奉祠，端平二年（1235年），升邹应龙为礼部尚书兼侍读学士。嘉熙元年（1237年），邹应龙进为端明殿学士，签书枢密院事、参知政事，后又被授予资政殿学士、知庆元府兼沿海制置使，邹应龙以年老为由推辞并引退回乡。
淳祐四年（1244年）病逝。

## 身后
赠太子少保，谥文靖宋理宗及後封其為太子少保、光祿大夫，開國公 追封“昭仁顯烈威濟護國廣佑聖王”。